# Caprodon
Caprodon es un pequeño género de peces perteneciente a la subfamilia Anthiinae. Incluye tres especies.

## Taxonomía
El género Caprodon se definió por Coenraad Jacob Temminck y Hermann Schlegel en 1843 basado en la especie tipo Anthias schlegelii. Está clasificado bajo la subfamilia Anthiinae de la familia Serranidae.

## Descripción
El género Caprodon puede distinguirse de Odontanthias y otros Anthiinae por sus aletas pectorales asimétricas, su aleta caudal truncada y por la presencia de una vaina dorsal escamosa y una aleta dorsal blanda multirayada.

## Especies
El género Caprodon contiene tres especies:
- Caprodon krasyukovae Kharin, 1983 - Perca de Krasyukova
- Caprodon longimanus (Günther, 1859) - Maomao rosa
- Caprodon schlegelii (Günther, 1859) - Perca amanecer